# Ахтирський Іван Геннадійович
Іван Геннадійович Ахтирський (рос. Иван Геннадьевич Ахтырский; 1 березня 1988, Дорофєєво, Тверська область, РРФСР — 15 січня 2023, Україна) — російський військовослужбовець, молодший сержант ПДВ РФ. Герой Російської Федерації.

## Біографія
Закінчив Дубровську школу. В 2003—2006 роках навчався в Західнодвінському технологічному коледжі за спеціальністю «технік-механік». Проходив строкову службу у Владикавказі, командир автомобільного відділення. Учасник Російсько-грузинської війни. З 2012 року служив за контрактом в 76-й десантно-штурмовій дивізії. Учасник вторгнення в Україну, командир відділення своєї дивізії. Загинув у бою. 25 січня 2023 року був похований з військовими почестями у Пскові.

## Нагороди
- Георгіївський хрест 2-го ступеня[1]
- Медаль «За відвагу»[1][2]
- Орден Мужності — нагороджений тричі.
- Звання «Герой Російської Федерації» (30 березня 2023, посмертно) — «за мужність і героїзм, проявлені під час виконання військового обов'язку.» 8 травня медаль «Золота зірка» була передана рідним Ахтирського в залі Уряду Псковської області[6].